# Claudia S. de Windt
Claudia S. de Windt es una abogada internacional medioambiental dominicana y experta en ciencias políticas.

## Biografía
Claudia S. de Windt nació en Santo Domingo, República Dominicana. El Almirante César de Windt Lavandier, padre de la Armada dominicana, la inspiró en su interés por la naturaleza. De Windt estudió derecho en la Universidad Iberoamericana (UNIBE), cuenta con una maestría en Estudios Jurídicos Internacionales de la Escuela de Derecho de la American University y con un Certificado en Negociaciones de la Escuela de Derecho de la Universidad de Harvard.

## Trayectoria profesional
En 2001 De Windt comenzó su trabajo en el Departamento de Desarrollo Sostenible y la Secretaría de Seguridad Multidimensional de la Organización de Estados Americanos (OEA), dirigiendo iniciativas de reformas legislativas, justicia, sosteniblidad, derecho ambiental, y su vinculación con los derechos humanos en las Américas. De Windt ha trabajado en propuestas para lograr normas y prácticas de comercio que garanticen la sostenibilidad sin perder de vista la mitigación del cambio climático.
Se le ha visto emitir argumentos orales con respecto a la solicitud de la República de Colombia de una opinión consultiva de la Corte Interamericana de Derechos Humanos sobre la interpretación de varios artículos de la Convención Americana sobre Derechos Humanos, que abordan las implicaciones y ramificaciones ambientales.
En la OEA fue Jefa de la sección de Derecho Ambiental, Política y Buena Gobernalidad y especialista principal de seguridad y justicia medio ambiental. Ha sido asesora principal y liderado diversos procesos políticos y de negociación en el ámbito multilateral y hemisférico en materia de sostenibilidad. Estuvo a cargo de la iniciativa de conflictividad social del Órgano interamericano.
De Windt ha colaborado en la autoría de varias propuestas legislativas en las Américas incluyendo la Ley General del Ambiente de la República Dominicana y sus normas. En 2015, De Windt fue parte de la Comisión de Medio Ambiente que trabajó en la actualización del marco jurídico ambiental de México, a nivel del Senado Federal. Estos trabajos continuaron en otros países de la región como es el caso de Brasil. De Windt ha estado involucrada en procesos de política y negociación sobre sostenibilidad tanto en el sistema Interamericano como en el de Naciones Unidas.
Durante la pandemia generada por el virus Covid-19, De Windt ha propuesto soluciones desde el derecho ambiental para abordar pandemias globales como el Covid-19 en las Américas, colaborando con la Comisión Mundial de Derecho Ambiental (WCEL), entre otras cosas, en el lanzamiento del primer seminario web en español.
En abril del año 2020, conjuntamente con la exministra de Justicia de Paraguay, Sheila Abed, y con la ecuatoriana María Amparo Albán, experta en asuntos medioambientales, sustenibilidad y comercio; De Windt fundó el Instituto Interamericano de Justicia y Sostenibilidad (IIJS), un Start-Up institucional con sede en la ciudad de Washington D. C., Estados Unidos y con presencia en varias ciudades de las Américas. De Windt fue designada como Directora Ejecutiva del IIJS el día Mundial del Medio Ambiente, 5 de junio de 2020. 
De Windt es catedrática adjunta de la Facultad de Derecho Washington College of Law, de la American University.

## Reconocimientos
- En enero de 2020, fue distinguida por el Environmental Law Institute como Académica Invitada[41]
- Fue reconocida por el Consejo Permanente de la OEA por su invalorable apoyo y diligente gestión como asesora de la Presidencia durante el proceso de las negociaciones de la XVLI Asamblea General de la Organización: CP/ACTA. 2078/16.[42]
- Reconocida por el Consejo Permanente de la OEA por su trabajo permanente y compromiso con el tema del cambio climático en 2015[43]
- Outstanding Performance Award (Premio al  desempeño sobresaliente), por la Secretaría General de la OEA.[44]
- Reconocida por el Gobierno Dominicano por su colaboración al éxito de la Segunda Reunión Interamericana de Ministros y Altas Autoridades de Desarrollo Sostenible.[45]